# 無実
無実（むじつ）とは、中身（実）がないことを意味する言葉。そこから派生していくつかの用法がある。
- 人に対する「誠意がない」という否定的評価の表現。用例：「あいつは無実な男だからさ」
- 事象についての、「事実に反する」「事実とは異なる」「実質が伴わない」という否定的評価の表現。用例：「それは有名無実だから」
- 犯罪行為などを行っていないことを意味する表現。英語では「innocent」。犯罪などをめぐっては「無実」と「無罪」が区別なく用いられることがあるが、「無実」は法的概念ではなく「無罪」は法的概念である。本項目では、この犯罪をめぐる「無実」について詳説する。

犯罪を行ったかどうか、ということ点は、本来、立証の有無を離れた客観的事実として論じることができるものであるが、有罪である場合にはそれを処断することが一般に求められることから、「無罪」ないしは「無実」という用語が用いられる場面では、それを立証する技術的方法論との関係を無視することは難しい。一つの使い分けとして、「無罪」は裁判過程などの現実の方法論との関係でその限界を踏まえた上での結論として用いられ、「無実」は技術的限界がなく、真実、罪を犯していないことを意味するものとして対比されることがある。
裁判という紛争処理の様式は古来より存在したが、それらの多くは裁判手続きを通じて「真実を解明し、その真実に基づいて利害関係を調整する」という考えを持つものであった（→神権裁判）。この場合、裁判は「真実を明らかにする場」であることが期待されていたため、概念として「無実」と「無罪」は一致していた（もちろん、必ずしも「真実」を解明できたとは限らず、捜査技術の未発達もあり、現実には一致しないケースも多かったものと思われる）。近現代に至ってもこの考え方は根強く残り、たとえば刑事訴訟において、罪を糾弾する者（検察）と判断する者（裁判官）が一体化して糾弾される者（被告人）と対峙する、という様式で裁判が行われることがあった。
しかしながら、近代合理主義の「人間には、容易に真実を見出すことはできない」という立場から裁判制度が見直され、現代では多くの国の刑事訴訟では、罪を糾弾する者と糾弾される者とが同一地平に立って議論を行い、裁判官が第三者の視点から判決を下すという制度が採用されている。
また、近代刑法では、「有罪」、すなわち犯罪として処罰するという国家的判断をするためには、実行行為の有無のみではなく有責性があるかも勘案される（有罪となるのは、構成要件に該当し、違法で有責な行為に限られる）。たとえば、他人を殺害したとしても、正当防衛などに該当する場合には、有罪になることはない。
「無実」はもっぱら国語上の用語であり、「無罪」は法律用語である。しかしながら、上記のような歴史的経緯から、また「裁判は真実を明らかにする場である」という期待をこめた誤解から、現在でも「無実」と「無罪」は、しばしば混同して用いられることもある。